# Закон Кулона

Зако́н Куло́на — один з основних законів електростатики, який визначає величину та напрямок сили взаємодії між двома нерухомими точковими зарядами. Експериментально з задовільною точністю закон уперше встановив Генрі Кавендіш у 1773 році. Він використовував метод сферичного конденсатора, але не опублікував своїх результатів. У 1785 році закон установив Шарль Кулон за допомогою спеціальних крутильних терезів.
Формулювання
Електростатична сила взаємодії F12 двох точкових нерухомих зарядів q1 та q2 у вакуумі прямо пропорційна добутку абсолютних значень зарядів і обернено пропорційна квадрату відстані r12 між ними.
{\displaystyle F_{12}=k\cdot {\frac {q_{1}\cdot q_{2}}{r_{12}^{2}}}},
у векторній формі:
{\displaystyle \mathbf {F_{12}} =k\cdot {\frac {q_{1}\cdot q_{2}}{r_{12}^{3}}}\mathbf {r_{12}} }.
Сила взаємодії напрямлена вздовж прямої, що з'єднує заряди, причому однойменні заряди відштовхуються, а різнойменні притягуються. Сили, що визначаються законом Кулона, адитивні.
Для виконання сформульованого закону необхідно, щоб виконувалися такі умови:
1. Точковість зарядів — відстань між зарядженими тілами має бути набагато більшою від розмірів тіл.
2. Нерухомість зарядів. У протилежному випадку потрібно враховувати магнітне поле заряду, що рухається[1].
3. Закон сформульовано для зарядів у вакуумі.

Хоча закон Кулона схожий на закон всесвітнього тяжіння Ньютона, але гравітаційні сили завжди змушують об'єкти притягуватися, а електростатичні сили можуть змушувати заряди, як притягуватися, так і відштовхуватися. Крім того, гравітаційні сили набагато слабші від електростатичних.[⇨] Закон Кулона можна використати для виведення закону Гаусса і навпаки (в разі нерухомого точкового заряду ці два закони по-різному виражають одну і ту саму фізичну ідею).[⇨] Закон ретельно перевіряли експериментально, і спостереження підтвердили його застосовність у масштабі від 108 м до 10−16 м.[⇨]

## Історія відкриття

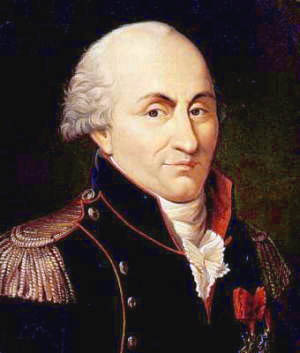
Шарль Огюстен де Кулон

Представники стародавніх культур Середземномор'я знали, що деякі предмети, наприклад, стрижні з бурштину, після натирання котячою шерстю притягують легкі предмети, наприклад, пір'я або шматочки паперу. Фалес Мілетський першим письмово описав статичну електрику близько 600 р. до н. е., коли помітив, що тертя може зробити шматок бурштину «магнітним».
1600 року англійський учений Вільям Гілберт ретельно дослідив електрику та магнетизм, розрізняючи ефект магнітного каменю від статичної електрики, що виникає при натиранні бурштину. Він вигадав неолатинське слово electricus («із бурштину» або «як бурштин», від грецького ἤλεκτρον [електрон], тобто, «бурштин») для позначення властивості притягувати дрібні предмети після натирання. Ця асоціація породила англійські слова electric (електричний) та electricity (електрика), які вперше надруковано 1646 року в праці Томаса Брауна «Pseudodoxia Epidemica».
Серед перших європейських дослідників XVIII століття, які підозрювали, що електрична сила, як і сила тяжіння, зменшується з відстанню (тобто, обернена до квадрату відстані), були Даніель Бернуллі, який використовував сконструйований самостійно електрометр, та Алессандро Вольта; обидва виміряли силу між зарядженими пластинами конденсатора.
У Російській імперії вперше експериментально досліджувати закон взаємодії електрично заряджених тіл запропонував у 1752—1753 роках Георг Ріхман. Він мав намір використати для цього самостійно сконструйований електрометр, але здійсненню плану завадила трагічна загибель вченого. 1759 року професор фізики Санкт-Петербурзької академії наук Франц Епінус, який посів кафедру Ріхмана після його загибелі, вперше припустив, що заряди повинні взаємодіяти обернено пропорційно квадрату відстані між ними.
1767 року Джозеф Прістлі у своїй «Історії електрики» зазначив, що дослід Бенджаміна Франкліна, який виявив відсутність електричного поля всередині зарядженої металевої кулі, може означати, що «сила електричного тяжіння підпорядковується таким самим законам, як і сила тяжіння, отже, залежить від квадрата відстані між зарядами». Шотландський фізик Джон Робісон стверджував (1822), що 1769 року виявив, що кулі з однаковим електричним зарядом відштовхуються зі силою, обернено пропорційною квадрату відстані між ними, і випередив відкриття закону Кулона 1785 року.

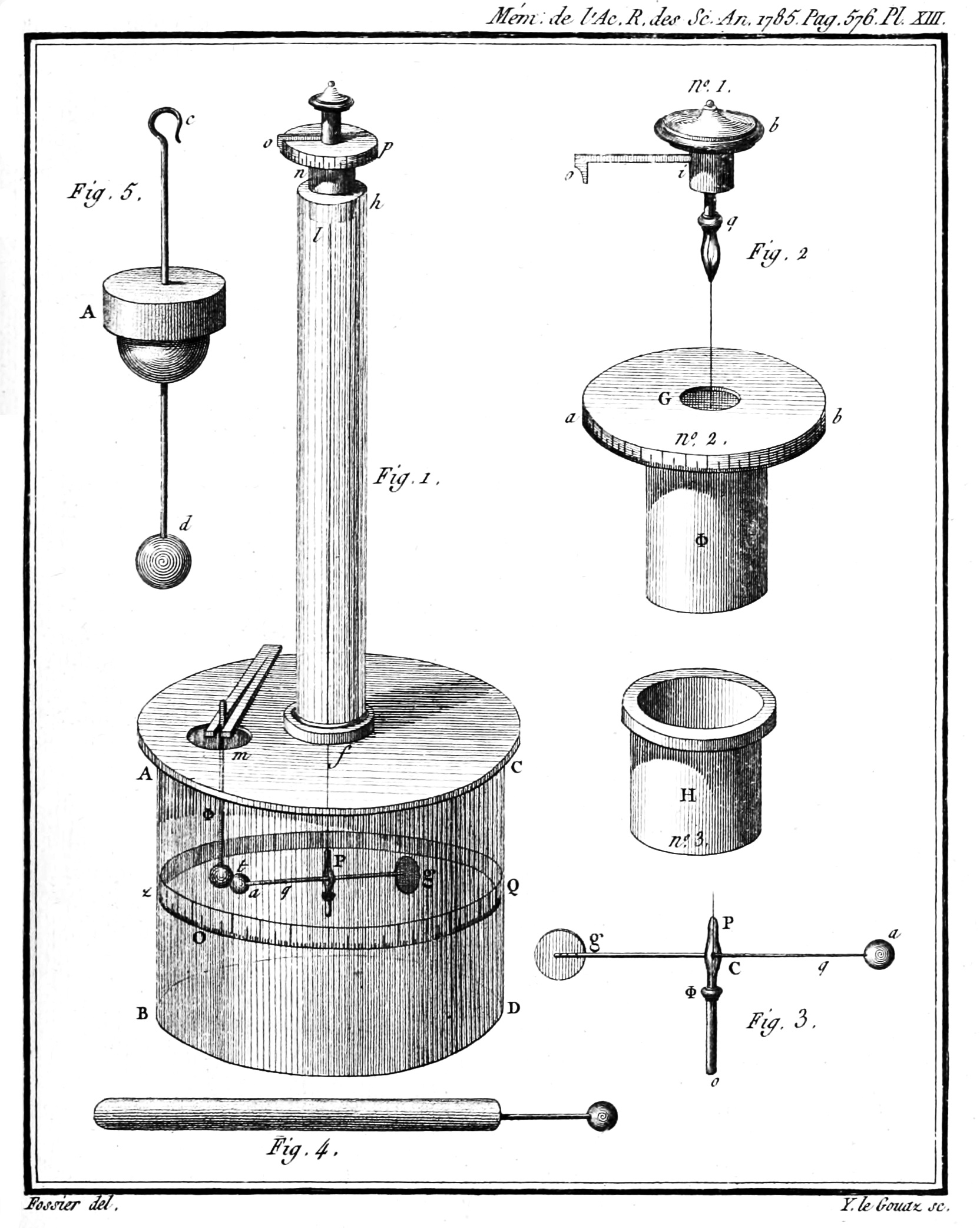
Крутильні терези Кулона (малюнок із його мемуарів)

На початку 1770-х років залежність сили між зарядженими тілами як від відстані, так і від заряду вже відкрив, але не опублікував англійський вчений Генрі Кавендіш. У своїх нотатках Кавендіш писав: «Таким чином, ми можемо зробити висновок, що електричне притягання (і відштовхування) має бути обернено пропорційним відстані в степені, що лежить між {\displaystyle 2-1/50} і {\displaystyle 2+1/50}, і немає підстав думати, що закон відрізняється від закону „обернених квадратів“». Однак цей результат не був опублікований і довгий час (понад 100 років) залишався невідомим. Лише 1874 року один із нащадків Кавендіша вручив його рукописи Джеймсу Максвеллу на урочистому відкритті Кавендішської лабораторії; опубліковано їх 1879 року.
Нарешті, 1785 року французький фізик Шарль Кулон опублікував свої перші три доповіді про електрику та магнетизм, у яких сформулював свій закон. Ця публікація була важливою для розвитку теорії електромагнетизму. Вигадані вченим крутильні терези дали змогу вивчити сили відштовхування заряджених об'єктів і визначити, що абсолютне значення електростатичної сили притягання чи відштовхування між двома точковими частинками (сферами в його випадку) прямо пропорційна добутку їхніх зарядів і обернено пропорційна квадрату відстані між ними. Закон Кулона є першим відкритим кількісним і сформульованим математичною мовою фундаментальним законом для електромагнітних явищ. З відкриття закону Кулона почалася сучасна наука про електромагнетизм.
У досліді Кулона крутильні терези являли собою ізолювальний стрижень із прикріпленою до одного кінця кулькою з металевим покриттям, підвішеною на срібній нитці. Кульку заряджали відомим зарядом статичної електрики і підносили до неї другу заряджену кульку тієї ж полярності. Дві заряджені кульки відштовхувалися одна від одної, закручуючи нитку на певний кут, який можна було визначити за шкалою на приладі. Знаючи силу, необхідну для закручування нитки на заданий кут, Ш. Кулон зміг розрахувати силу взаємодії кульок. Він виявив, що тіла з однаковими електричними зарядами відштовхуються:
Отже, з цих трьох дослідів випливає, що відштовхувальна дія, яку дві кульки, наелектризовані електрикою одного роду, чинять одна на одну, обернено пропорційна квадратам відстаней.
У тому, що доведення Кулона закону обернених квадратів для взаємодії електричних зарядів прийняла наукова спільнота, відіграли роль два факти: швидке опублікування (порівняно з Г. Кавендішем і Д. Робісоном) та перевірка закону як для притягання різнополярних зарядів, так і для відштовхування зарядів однієї полярності. Дослід Кулона критикували через труднощі з відтворенням його результатів. В експериментах, що мали на меті якомога точніше відтворити установку Кулона, заряд самого експериментатора заважав повторити оригінальні результати (необхідна була клітка Фарадея). Це викликало питання про точність опису досліду, який провів Кулон. Подальші спроби (у XXI столітті) спроби відтворити його експеримент були успішнішими.
1835 року Карл Гаусс опублікував теорему, виведену на основі закону Кулона. У вигляді теореми Гаусса закон Кулона входить до основних рівнянь електродинаміки.

## Скалярна форма

### Вигляд
| Символ                            | Величина                       | Одиниця         |
| --------------------------------- | ------------------------------ | --------------- |
| {\displaystyle {\textbf {F}}\,,F} | сила                           | ньютон          |
| {\displaystyle q}                 | заряд                          | кулон           |
| {\displaystyle {\textbf {r}}\,,r} | відстань                       | метр (м)        |
| {\displaystyle \rho }             | об'ємна густина заряду         | кулон/м3        |
| {\displaystyle k_{e}}             | кулонівська стала              | вольт ⋅ м/кулон |
| {\displaystyle \phi }             | потенціал                      | вольт           |
| {\displaystyle {\textbf {E}}}     | напруженість електричного поля | вольт/м         |

Закон Кулона можна сформулювати як простий математичний вираз. Скалярна форма дає величину (модуль, F = |F|) вектора електростатичної сили F, що діє між двома точковими зарядами (також можна вважати їх точковими і для протяжних тіл за умови, що їхні розміри знехтовно малі порівняно з відстанню між тілами) q1 і q2, але не його напрямок. Якщо r12 — відстань між зарядами, то величина сили дорівнює
{\displaystyle F=k_{e}{\frac {|q_{1}q_{2}|}{r_{12}^{2}}}\,,}
де {\displaystyle k_{e}} — стала, яка визначається вибором системи одиниць. Якщо добуток q1q2 додатний, то сила взаємодії між зарядами відштовхувальна, а якщо добуток від'ємний, то сила взаємодії між ними притягувальна. Закон Кулона дає змогу визначати заряди, прийнявши якийсь із них за еталон.
Скалярний запис закону Кулона є історично першим, а нині — початковим під час вивчення електростатики в школі. На її основі можна зрозуміти основні особливості кулонівської сили, окреслити сферу застосування закону, обговорити питання про величину сталої {\displaystyle k_{e}}.

### Електростатична стала
Коефіцієнт пропорційності {\displaystyle k_{e}} називають електростатичною сталою. Він залежить від вибору одиниць вимірювання.
Після перевизначення основних одиниць SI 2019 року електростатична стала, розрахована на основі рекомендованих значень CODATA 2018, дорівнює
{\displaystyle k_{\text{e}}={\frac {1}{4\pi \varepsilon _{0}}}=8{,}987\,551\,792\,3\,(14)\times 10^{9}\,{\text{Н}}\cdot {\text{м}}^{2}\cdot {\text{Кл}}^{-2}\,.}
де {\displaystyle \varepsilon _{0}} — електрична стала. З урахуванням цього зхакон Кулона має вигляд:
{\displaystyle \mathbf {F} _{12}={\frac {1}{4\pi \varepsilon _{0}}}{\frac {q_{1}q_{2}}{r_{12}^{3}}}\mathbf {r} _{12}}.
Упродовж тривалого часу основною системою одиниць вимірювання у фізиці була система СГС. Чимало класичної фізичної літератури написано з використанням одного з різновидів системи СГС — гаусової системи. У ній одиницю заряду обрано так, що k=1, і закон Кулона набуває вигляду:
{\displaystyle \mathbf {F} _{12}={\frac {q_{1}q_{2}}{{r}_{12}^{3}}}\mathbf {r} _{12}}.
Аналогічний вигляд закон Кулона має і в атомній системі одиниць, яку використовують в атомній фізиці та для квантовохімічних розрахунків.

## Векторна форма та узагальнення

### Вигляд

На малюнку вектор F1 являє собою силу, яка діє на q1, а вектор F2 — силу, яка діє на q2. При q1q2 > 0 сили відштовхувальні (як на малюнку), а при q1q2 < 0 виникають сили притягання (протилежні до зображених). Величини сил завжди будуть рівними.

Закон Кулона у векторній формі стверджує, що електростатична сила {\textstyle \mathbf {F} _{1},} яка діє на заряд {\displaystyle q_{1}} у точці з радіус-вектором {\displaystyle \mathbf {r} _{1}}, поблизу іншого заряду {\displaystyle q_{2}} у точці {\displaystyle \mathbf {r} _{2}}, у вакуумі дорівнює
{\displaystyle \mathbf {F} _{1}={\frac {q_{1}q_{2}}{4\pi \varepsilon _{0}}}{\frac {\mathbf {r} _{1}-\mathbf {r} _{2}}{|\mathbf {r} _{1}-\mathbf {r} _{2}|^{3}}}={\frac {q_{1}q_{2}}{4\pi \varepsilon _{0}}}{\frac {\mathbf {\hat {r}} _{12}}{|\mathbf {r} _{12}|^{2}}}\,,}
де {\textstyle {\boldsymbol {r}}_{12}={\boldsymbol {r}}_{1}-{\boldsymbol {r}}_{2}} — відстань між зарядами, {\textstyle {\widehat {\mathbf {r} }}_{12}={\frac {\mathbf {r} _{12}}{|\mathbf {r} _{12}|}}} — одиничний вектор, напрямлений уздовж прямої, яка з'єднує заряди {\textstyle q_{2}} і {\textstyle q_{1}}, а {\displaystyle \varepsilon _{0}} — електрична стала. Кулонівська сила консервативна.
Векторна форма закону Кулона доповнює скалярний запис закону з урахуванням напрямку, заданого одиничним вектором {\textstyle {\widehat {\mathbf {r} }}_{12}}, паралельним лінії, що з'єднує заряди {\displaystyle q_{2}} і {\displaystyle q_{1}}. Якщо заряди мають однакові знаки, то добуток {\displaystyle q_{1}q_{2}} додатний, а напрямок сили, прикладеної до заряду {\displaystyle q_{1}}, збігається з напрямком {\textstyle {\widehat {\mathbf {r} }}_{12}}: заряди відштовхуються один від одного. Якщо заряди мають протилежні знаки, то добуток {\displaystyle q_{1}q_{2}} від'ємний, а напрямок сили, що діє на {\displaystyle q_{1}}, протилежний до напрямку {\textstyle {\widehat {\mathbf {r} }}_{12}}, тобто, заряди притягуються один до одного.
Згідно з третім законом Ньютона, електростатична сила {\textstyle \mathbf {F} _{2},} яка діє на {\displaystyle q_{2}}, дорівнює {\textstyle \mathbf {F} _{2}=-\mathbf {F} _{1}}.
Векторна форма закону Кулона допускає узагальнення на складніші, ніж пара зарядів, випадки, такі як взаємодія в системі точкових чи розподілених зарядів.

### Система точкових зарядів
Принцип суперпозиції, якому підпорядковуються кулонівські сили та електричне поле, дозволяє поширити закон Кулона на будь-яку кількість точкових зарядів. Сила, що діє на точковий заряд з боку системи інших точкових зарядів, дорівнює векторній сумі сил, які діють окремо на цей точковий заряд з боку кожного з решти зарядів. Вектор рівнодійної сил, що діють на точковий заряд у даній точці, паралельний вектору напруженості електричного поля, яке створюють у цій точці всі інші заряди, рівному векторній сумі напруженостей електричних полів, створюваних у цій точці кожним зарядом окремо. Сила, що діє на позитивний заряд, співнапрямлена з вектором напруженості електричного поля, на негативний — протилежно напрямлена. При цьому сила взаємодії між двома зарядами не залежить від наявності поблизу третіх зарядів.
Принцип суперпозиції не є чимось очевидним і є експериментальним фактом. Якби поле в точці залежало від повного заряду не лінійно, а квадратично, потрібно було б ураховувати мішані добутки зарядів, оскільки {\displaystyle (q_{1}+q_{2})^{2}\neq q_{1}^{2}+q_{2}^{2}}. Принцип суперпозиції порушується в надсильних полях, тобто, за досить малих відстаней.
Силу {\textstyle \mathbf {F} _{q}}, що діє на заряд {\displaystyle q} в точці {\textstyle \mathbf {r} } з боку системи {\textstyle N} точкових зарядів у вакуумі, можна подати так:
{\displaystyle \mathbf {F} _{q}={q \over 4\pi \varepsilon _{0}}\sum _{i=1}^{N}q_{i}{\frac {\mathbf {r} -\mathbf {r} _{i}}{|\mathbf {r} -\mathbf {r} _{i}|^{3}}}={q \over 4\pi \varepsilon _{0}}\sum _{i=1}^{N}q_{i}{{\hat {\mathbf {R} }}_{i} \over |\mathbf {R} _{i}|^{2}}\,,}
де {\displaystyle q_{i}} і {\textstyle \mathbf {r} _{i}} — величина і радіус-вектор i -го заряду, а {\textstyle {\hat {\mathbf {R} }}_{i}} — одиничні вектори в напрямку {\textstyle \mathbf {R} _{i}=\mathbf {r} -\mathbf {r} _{i}} від зарядів {\displaystyle q_{i}} до {\displaystyle q}.

### Неперервний розподіл заряду
Для зарядів, розподілених у просторі неперервно, також використовують принцип суперпозиції. У цьому випадку взяття інтеграла за ділянкою, яка містить заряд, еквівалентне нескінченному підсумовуванню, за якого кожен нескінченно малий елемент простору розглядають як точковий заряд {\displaystyle dq} або {\displaystyle dq'}. Позначення зі штрихом стосуються зарядів, які створюють поле, а без штриха — пробного заряду, який сприймає це поле. Розподіл заряду зазвичай лінійний, поверхневий або об'ємний.
Для лінійного розподілу заряду (добре наближення для заряду у проводі на відстанях набагато більших ніж його діаметр), де лінійна густина заряду {\displaystyle \lambda (\mathbf {r} ')} (розмірність [{\displaystyle \lambda }] = Кл/м) дорівнює заряду, що припадає на одиницю довжини в точці {\displaystyle \mathbf {r} '}, а {\displaystyle d\ell '} — нескінченно малий елемент довжини,
{\displaystyle dq'=\lambda (\mathbf {r'} )\,d\ell '\,.}
Для поверхневого розподілу заряду (добре наближення для заряду на пластині в конденсаторі), де поверхнева густина заряду {\displaystyle \sigma (\mathbf {r} ')} (розмірність [{\displaystyle \sigma }] = Кл/м2) дорівнює заряду, що припадає на одиницю площі в точці {\displaystyle \mathbf {r} '}, а {\displaystyle dS'} — нескінченно малий елемент площі,
{\displaystyle dq'=\sigma (\mathbf {r'} )\,dS'\,.}
Для об'ємного розподілу заряду, де об'ємна густина заряду {\displaystyle \rho (\mathbf {r} ')} (розмірність [{\displaystyle \rho }] = Кл/м3) дорівнює заряду, що припадає на одиницю об'єму в точці {\displaystyle \mathbf {r} '}, а {\displaystyle dV'} — нескінченно малий елемент об'єму,
{\displaystyle dq'=\rho ({\boldsymbol {r'}})\,dV'\,.}
Силу, що діє на невеликий заряд {\displaystyle q} в точці {\displaystyle {\boldsymbol {r}}} у вакуумі, визначають як інтеграл
{\displaystyle \mathbf {F} _{q}={\frac {q}{4\pi \varepsilon _{0}}}\int dq'{\frac {\mathbf {r} -\mathbf {r'} }{|\mathbf {r} -\mathbf {r'} |^{3}}}={\frac {q}{4\pi \varepsilon _{0}}}\int _{V'}{\frac {(\mathbf {r} -\mathbf {r} ')\,\rho (\mathbf {r} ')dV'}{|\mathbf {r} -\mathbf {r} '|^{3}}}\,.}
Останню рівність записано для об'ємно-розподіленого заряду. Радіус-вектор {\displaystyle \mathbf {r} } задає положення заряду {\displaystyle q}, а радіус-вектор {\displaystyle \mathbf {r} '} — положення елемента {\displaystyle \rho dV'}. У ході інтегрування пробігаються всі положення таких елементів.

### Розрахунок напруженості електричного поля

Якщо два заряди мають однаковий знак, вони відштовхуються; в іншому випадку — притягуються.

Взаємодію двох зарядів можна витлумачити як взаємодію одного із зарядів з електричним полем, яке створює інший заряд. Це стає виднішим, якщо перегрупувати співмножники у виразі для сили:
{\displaystyle {\textbf {F}}_{1}={\frac {1}{4\pi \varepsilon _{0}}}\cdot {\frac {q_{1}q_{2}({\textbf {r}}_{1}-{\textbf {r}}_{2})}{|{\textbf {r}}_{1}-{\textbf {r}}_{2}|^{3}}}=q_{1}\cdot \left[{\frac {1}{4\pi \varepsilon _{0}}}\cdot {\frac {q_{2}({\textbf {r}}_{1}-{\textbf {r}}_{2})}{|{\textbf {r}}_{1}-{\textbf {r}}_{2}|^{3}}}\right]=q_{1}\cdot {\textbf {E}}_{2}({\textbf {r}}_{1})\,.}
({\displaystyle {\textbf {E}}_{2}({\textbf {r}}_{1})} — напруженість електричного поля, яке заряд {\displaystyle q_{2}} створює в точці {\displaystyle {\textbf {r}}_{1}}.) Отже, закон Кулона фактично стає основою для обчислення напруженості електричного поля. Так само, як і при розгляді сили, можливе узагальнення останньої рівності на випадок розподілених зарядів.
Для знаходження напруженості електричного поля {\displaystyle {\textbf {E}}} ({\displaystyle =-{\rm {{grad}\,\varphi }}}) та електричного потенціалу {\displaystyle \varphi } в точці {\displaystyle {\textbf {r}}_{0}}, створюваних розподіленим зарядом, проводять інтегрування:
{\displaystyle {\textbf {E}}({\textbf {r}}_{0})={\frac {1}{4\pi \varepsilon _{0}}}\int {\frac {({\textbf {r}}_{0}-{\textbf {r}})\,dq({\textbf {r}})}{|{\textbf {r}}_{0}-{\textbf {r}}|^{3}}},\qquad \varphi ({\textbf {r}}_{0})={\frac {1}{4\pi \varepsilon _{0}}}\int {\frac {dq({\textbf {r}})}{|{\textbf {r}}_{0}-{\textbf {r}}|}}\,,}
де заряд {\displaystyle dq} зазвичай записують як {\displaystyle \rho ({\textbf {r}})dV} (і інтегрування тоді виконують за об'ємом), але в низці задач може задаватися як {\displaystyle \sigma ({\textbf {r}})dS} або як {\displaystyle \lambda ({\textbf {r}})d\ell }.
Іноді наведену формулу для напруженості електричного поля також називають «законом Кулона», оскільки вона мало відрізняється від виразу для кулонівської сили.

## Закон Кулона в речовині
У середовищі сила взаємодії між зарядами зменшується завдяки явищу поляризації. Для однорідного ізотропного середовища це зменшення пропорційне певній характерній для цього середовища величині, яку називають діелектричною сталою або діелектричною проникністю середовища і зазвичай позначають {\displaystyle \varepsilon }.
Якщо весь простір заповнено однорідним діелектриком із проникністю {\displaystyle \varepsilon }, то формули залишться актуальними, якщо в них {\displaystyle \varepsilon _{0}} замінити на {\displaystyle \varepsilon _{0}\varepsilon }. В інших випадках вони, загалом, не застосовні, оскільки необхідно враховувати внесок ще й зв'язаних зарядів ({\displaystyle \rho =\rho _{f}+\rho _{b}}, де {\displaystyle \rho _{f}} — густина стороннього, а {\displaystyle \rho _{b}} — зв'язаного заряду), які виникають унаслідок поляризації діелектрика, — а ці заряди наперед не відомі.
Отже, в однорідному ізотропному діелектрику кулонівська сила має вигляд:
{\displaystyle \mathbf {F} _{12}={\frac {1}{4\pi \varepsilon \varepsilon _{0}}}{\frac {q_{1}q_{2}}{r_{12}^{3}}}\mathbf {r} _{12}} (в SI) або {\displaystyle \mathbf {F} _{12}={\frac {1}{\varepsilon }}{\frac {q_{1}q_{2}}{r_{12}^{3}}}\mathbf {r} _{12}} (в СГСЕ).
Діелектрична стала повітря дуже близька до одиниці, тому для повітря можна використовувати з достатньою точністю формулу для вакууму.

## Рівняння Максвелла
Закон Кулона та принцип суперпозиції для електричних полів у вакуумі повністю рівносильні рівнянням Максвелла для електростатики {\displaystyle \operatorname {div} {\textbf {D}}=\rho } ({\displaystyle \rho } — густина заряду, {\displaystyle {\textbf {D}}} — вектор електричної індукції) і {\displaystyle \operatorname {rot} {\textbf {E}}=0} ({\displaystyle {\textbf {E}}} — напруженість електричного поля); позначення {\displaystyle \operatorname {div} } і {\displaystyle \operatorname {rot} } відповідають диференціальним операторам дивергенції та ротора відповідно. Тобто, закон Кулона та принцип суперпозиції для електричних полів виконуються тоді й лише тоді, коли виконуються рівняння Максвелла для електростатики, і навпаки, рівняння Максвелла для електростатики виконуються, коли виконуються закон Кулона та принцип суперпозиції для електричних полів.
Історично закон Кулона був одним із емпіричних законів, які слугували передумовами для формулювання рівнянь Максвелла. Однак за сучасного викладу вчення про електромагнетизм цей закон (як і, наприклад, закон Ампера) нерідко позиціюють як наслідок рівнянь Максвелла, яким надають статус фундаментальних аксіом.
З рівнянь Максвелла закон Кулона виводять так. Рівняння Максвелла {\displaystyle \operatorname {div} {\textbf {D}}=\rho } за допомогою теореми Гаусса можна звести до інтегральної форми
{\displaystyle \oint \limits _{\mathbf {S} }{\textbf {D}}\cdot d{\textbf {S}}=Q\,,}
де {\displaystyle Q} — сумарний заряд всередині замкнутої поверхні {\displaystyle S}, за якою виконується інтегрування. Якщо «сумарний» заряд складається з одного точкового заряду {\displaystyle q_{1}}, причому простір заповнено однородним діелектриком, тобто {\displaystyle {\textbf {D}}=\varepsilon _{0}\varepsilon {\textbf {E}}}, а поверхня є сферою з центром у місці розташування заряду, то, з міркувань симетрії, поле заряду {\displaystyle q_{1}} у будь-якій точці на поверхні сфери буде однаковим за величиною і напрямленим від центра або до центра. Тоді інтеграл за сферою виявляється рівним {\displaystyle D\cdot A=\varepsilon _{0}\varepsilon E\cdot 4\pi r^{2}}, де r — радіус сфери, A — площа поверхні, звідси {\displaystyle E=q_{1}/(4\pi \varepsilon _{0}\varepsilon r^{2})}. Якщо на поверхню сфери помістити інший точковий заряд {\displaystyle q_{2}}, на нього буде діяти сила. Оскільки напруженість електричного поля дорівнює відношенню сили, що діє на довільний заряд, до величини цього заряду ({\displaystyle E=F/q_{2}}), приходимо до виразу для закону Кулона {\displaystyle F=q_{1}q_{2}/(4\pi \varepsilon _{0}\varepsilon r^{2})}.

## Умови застосовності закону Кулона
Для того, щоб закон був правильним, необхідні:
1. точковість зарядів, тобто відстань між зарядженими тілами має бути набагато більшою від їхніх розмірів. Також можна розглянути густину розподіленого заряду, який слід розбити на набір дискретних статичних зарядів. Вимога точковості визначається лише необхідною точністю вимірювань, але, завдяки принципу суперпозиції, закон поширюється на довільний розподіл зарядів;
2. розташування зарядів у вакуумі. Це необхідна умова, бо, загалом, за наявності неоднорідного діелектрика застосовність закону порушується, оскільки крім заряду {\displaystyle q_{1}} на заряд {\displaystyle q_{2}} діють зв'язані заряди, які виникли внаслідок поляризації. Проте, якщо знати точний розподіл поляризаційних зарядів, то векторну форму закону можна застосовувати й до довільного середовища;
3. нерухомість зарядів. В іншому випадку проявляються ефекти спеціальної теорії відносності, і сила взаємодії зарядів залежить від їхніх відносних швидкостей, що обмежує застосовність закону.[62]

Закон Кулона застосовний для досить малих відстаней ({\displaystyle 10^{-12}\,{\text{м}}}), хоча класичний опис втрачає застосовність через квантові ефекти. Електрон описується не тільки скалярним параметром — зарядом, а й має спін. Магнітна сила, що виникає через взаємодію спінів електронів (спадає як 1/r4), на відстанях порядку 0,1 нм виявляється тільки в 104 разів слабшою від кулонівської. У загальному випадку поняття «сила» і «положення» на таких малих відстанях незастосовні.
В окремих ситуаціях, з коригуваннями, закон можна застосовувати також для взаємодій зарядів у речовині та для рухомих зарядів.
Для отримання правильної залежності від відстані, в законі Кулона важлива також розмірність простору. Наприклад, у двовимірному просторі кулонівська сила, що діє між двома точковими зарядами, обернено пропорційна відстані між ними 1/r). Наявність плоского тривимірного простору визначає застосовність принципу суперпозиції. Наприклад, якщо не враховувати ефекти загальної теорії відносності, то ніяких обмежень на величину зарядів, що взаємодіють, немає. Питання про поправки до кулонівського потенціалу у викривленому просторі-часі (метриці Шварцшильда) вирішили Едмунд Віттекер та Едвард Копсон.

## Перевірка закону Кулона
Закон Кулона — експериментально встановлений факт. Його справедливість неодноразово підтверджено дедалі точнішими експериментами. Одним із напрямків таких експериментів є перевірка того, чи відрізняється показник степеня r у законі від 2. Через закон обернених квадратів усередині рівномірно зарядженої провідної сфери електростатичне поле відсутнє. Тому можна перевірити закон Кулона, вимірюючи відхилення стрілки електрометра, поміщеного у велику сферу під високою напругою. Висока точність досягається також завдяки тому, що в ідеальній сфері немає необхідності, оскільки електричне поле відсутнє в порожнині за довільної форми провідника.
Такі досліди вперше провів Кавендіш і повторив 1878 року співробітник Максвелла Дональд Макалістер (удосконаливши аналогічну установку), отримавши для максимальної відмінності показника степеня від двох значення менше від 1/21600. Це зробило закон Кулона рекордсменом за точністю перевірки. Використовуючи сучасні засоби вимірювань, цей дослід із деякими модифікаціями повторили 1936 року С. Плімптон (англ. S. J. Plimpton) та В. Лоутон (англ. W. E. Lawton), і встановили межу відхилення показника степеня від двійки в {\displaystyle 2\cdot 10^{-9}}.
Експерименти, які 1971 року провели в США Е. Р. Вільямс, Д. Е. Фаллер і Г. А. Гілл з використанням вкладених ікосаедрів, а не сферичних оболонок, показали, що показник степеня в законі Кулона дорівнює 2 з точністю до {\displaystyle (2{,}7\pm 3{,}1)\times 10^{-16}}. Оскільки в квантовій електродинаміці вважають, що маса спокою фотона дорівнює нулю, гіпотетична відмінність її від нуля також має призвести до спостережуваних ефектів (зокрема, в законі Кулона). Тому американський експеримент також показав обмеження на масу фотона {\displaystyle 1{,}6\cdot 10^{-50}{\text{кг}}}, що залишається неперевершеним для такого типу експериментів.
Для перевірки точності закону Кулона на внутрішньоатомних відстанях Вілліс Лемб і Роберт Різерфорд 1947 року використали вимірювання відносного розташування енергетичних рівнів атома водню. Встановлено, що й на відстанях порядку атомних (10−8 см) показник степеня в законі Кулона відрізняється від 2 не більше ніж на 10−9. 
Коефіцієнт {\displaystyle k_{e}} в законі Кулона залишається сталим із точністю до 15× 10−6.

### Поправки у квантовій електродинаміці
Закон Кулона можна вважати одним із наслідків квантової електродинаміки, в рамках якої взаємодія заряджених частинок зумовлена обміном віртуальними фотонами. Внаслідок цього, експерименти з перевірки висновків квантової електродинаміки можна вважати дослідами з перевірки закону Кулона. Так, експерименти з анігіляції електронів та позитронів свідчать, що відхилення від законів квантової електродинаміки не спостерігаються до відстаней 10−18 м.
Принцип невизначеності для часу та енергії допускає існування віртуальних фотонів на час між моментами їх випромінювання та поглинання. Що менша відстань між зарядженими частинками, то менший час потрібен віртуальним фотонам для подолання цієї відстані і, отже, принцип невизначеності допускає більшу енергію віртуальних фотонів. За малих відстаней між зарядами принцип невизначеності допускає обмін як довгохвильовими, так і короткохвильовими фотонами, а за великих відстаней в обміні беруть участь лише довгохвильові фотони. Отже, за допомогою квантової електродинаміки можна вивести закон Кулона.
Наприклад, вираз для потенціалу точкового заряду {\displaystyle Q} в системі СГС, з урахуванням радіаційних поправок першого порядку, набуває вигляду:
{\displaystyle \Phi (r)={\frac {Q}{r}}\cdot \left(1+{\frac {\alpha }{4{\sqrt {\pi }}}}{\frac {e^{-2r/\lambda _{e}}}{(r/\lambda _{e})^{3/2}}}\right),}
де {\displaystyle \lambda _{e}} — комптонівська довжина хвилі електрона, {\displaystyle \alpha ={\frac {e^{2}}{\hbar c}}} — стала тонкої структури та {\displaystyle r\gg \lambda _{e}}.
У сильних зовнішніх електромагнітних полях, що становлять помітну частину від поля пробою вакууму (порядку {\displaystyle {\frac {m_{e}c^{2}}{e\lambda _{e}}}\sim } 1018 В/м або {\displaystyle {\frac {m_{e}c}{e\lambda _{e}}}\sim } 109 Тл; такі поля спостерігаються, наприклад, поблизу деяких типів нейтронних зірок, а саме магнітарів), закон Кулона також порушується через дельбрюківське розсіювання обмінних фотонів на фотонах зовнішнього поля, та інші, складніші нелінійні ефекти. Це зменшує кулонівську силу не лише в мікро-, а й у макромасштабі, зокрема, в сильному магнітному полі кулонівський потенціал падає не обернено пропорційно відстані, а експоненційно.

### Поляризація вакууму
Явище поляризації вакууму в квантовій електродинаміці полягає в утворенні віртуальних електронно-позитронних пар. Хмара електронно-позитронних пар екранує електричний заряд електрона. Екранування зростає зі зростанням відстані від електрона, як наслідок, ефективний електричний заряд електрона {\displaystyle e_{e}} є спадною функцією відстані {\displaystyle e_{e}=e_{e}(r)}. Ефективний потенціал, який створює електрон із електричним зарядом {\displaystyle e}, можна описати залежністю вигляду {\displaystyle e_{e}(r)/r}. Ефективний заряд {\displaystyle e_{e}(r)} залежить від відстані {\displaystyle r} за логарифмічним законом:
{\displaystyle {\frac {e_{e}(r)}{e}}=1+{\frac {2\alpha }{3\pi }}\ln {\frac {r_{e}}{r}}+\dots ,}
де
{\displaystyle \alpha ={\frac {e^{2}}{4\pi \varepsilon _{0}\hbar c}}\approx 7{,}3\cdot 10^{-3}} — стала тонкої структури;
{\displaystyle r_{e}={\frac {e^{2}}{4\pi \varepsilon _{0}c^{2}m_{e}}}\approx 2{,}8\cdot 10^{-13}} см — класичний радіус електрона.

#### Ефект Юлінга
Явище відхилення електростатичного потенціалу точкових зарядів у вакуумі від закону Кулона відоме як ефект Юлінга, який вперше обчислив це відхилення для атома водню. Ефект Юлінга дає поправку до лембівського зсуву 27 МГц.

#### Надважкі ядра
У сильному електромагнітному полі поблизу надважких ядер із зарядом {\displaystyle Z>170}, які можна створити за допомогою зіткнень між ядрами урану, відбувається перебудова вакууму, аналогічна звичайному фазовому переходу. Це призводить до поправок до закону Кулона.

## Аналогії в інших галузях класичної фізики
Закон Кулона цілком аналогічний за формою закону всесвітнього тяжіння. При цьому гравітаційним масам відповідають електричні заряди різних знаків. Як і гравітаційні сили, сили Кулона мають далекодійний характер. Кулонівська взаємодія на багато порядків сильніша за ядерні сили на відстанях більше 10−10 м.
Магнітостатичними аналогами закону Кулона є закон Ампера (в частині знаходження сил взаємодії) і закон Біо — Савара — Лапласа для заряду, що повільно рухається (в частині розрахунку поля).
Сила взаємодії полюсів магніту, якщо умовно вважати їх місцями зосередження (не виявлених у природі) магнітних зарядів, описують формулами, аналогічними закону Кулона.

## За межами класичної фізики

### Атомні сили у квантовій механіці
Закон Кулона діє навіть усередині атомів, правильно описуючи силу між позитивно зарядженим атомним ядром і кожним із негативно заряджених електронів. Цей простий закон ставить питання про стабільність матерії, а також правильно пояснює сили, які пов'язують атоми разом, утворюючи молекули, і сили, які пов'язують атоми та молекули разом, утворюючи тверді тіла та рідини.
У квантовій механіці закон Кулона формулюється не за допомогою поняття сили, як у класичній механіці, а за допомогою поняття потенціальної енергії кулонівської взаємодії. У випадку, коли система, що розглядається в квантовій механіці, містить електрично заряджені частинки, до оператора Гамільтона системи додаються доданки, що виражають потенціальну енергію кулонівської взаємодії, такого ж вигляду, як у класичній механіці.
Так, оператор Гамільтона атома із зарядом ядра Z має вигляд (СГСЕ):
{\displaystyle H=-{\frac {\hbar ^{2}}{2m}}\sum _{j}\nabla _{j}^{2}-Ze^{2}\sum _{j}{\frac {1}{r_{j}}}+\sum _{i>j}{\frac {e^{2}}{r_{ij}}}\,.}
Тут m — маса електрона, е — його заряд, {\displaystyle r_{j}} — абсолютна величина радіус-вектора j -го електрона {\displaystyle {\textbf {r}}_{j}}, {\displaystyle r_{ij}=|{\textbf {r}}_{i}-{\textbf {r}}_{j}|}, а {\displaystyle \nabla _{j}} — компоненти векторного диференціального оператора набла. Перший доданок виражає кінетичну енергію електронів, другий доданок — потенціальну енергію кулонівської взаємодії електронів з ядром і третій доданок — потенціальну кулонівську енергію взаємного відштовхування електронів. Підсумовування в першому та другому доданку ведеться за всіма Z електронами. У третьому доданку підсумовування йде за всіма парами електронів, причому кожна пара зустрічається один раз. Кулонівська взаємодія в такій формі також присутня у повністю релятивістському гамільтоніані для атома.

### У спеціальній теорії відносності
Закон Кулона можна використати для розуміння форми магнітного поля, створюваного рухомими зарядами, оскільки за допомогою спеціальної теорії відносності в деяких випадках можна показати, що магнітне поле являє собою перетворення електричного поля. Коли в історії частинки відсутнє прискорення, закон Кулона можна прийняти для будь-якої пробної частинки в її власній інерціальній системі відліку, що підтверджується аргументами симетрії під час розв'язування рівняння Максвелла. Закон Кулона в такій самій формі можна поширити на рухомі пробні частинки. Це припущення підтверджує сила Лоренца, яка, на відміну від закону Кулона, не обмежується стаціонарними пробними зарядами. Вважаючи заряд інваріантним відносно спостерігача, електричне і магнітне поля рівномірно рухомого точкового заряду можна отримати перетворенням Лоренца чотирисили, що діє на пробний заряд у системі відліку заряду за законом Кулона, і приписуванням магнітного й електричного полів за їхніми визначеннями, заданими у формі сили Лоренца. Таким чином, поля, знайдені для точкових зарядів, які рівномірно рухаються, визначаються виразами
{\displaystyle \mathbf {E} ={\frac {q}{4\pi \epsilon _{0}r^{3}}}{\frac {1-\beta ^{2}}{(1-\beta ^{2}\sin ^{2}\theta )^{3/2}}}\mathbf {r} \,,}
{\displaystyle \mathbf {B} ={\frac {q}{4\pi \epsilon _{0}r^{3}}}{\frac {1-\beta ^{2}}{(1-\beta ^{2}\sin ^{2}\theta )^{3/2}}}{\frac {\mathbf {v} \times \mathbf {r} }{c^{2}}}={\frac {\mathbf {v} \times \mathbf {E} }{c^{2}}}\,,}
де {\displaystyle q} — заряд точкового джерела, {\displaystyle \mathbf {r} } — радіус-вектор, напрямлений від точкового джерела до точки в просторі, {\displaystyle \mathbf {v} } — вектор швидкості зарядженої частинки, {\displaystyle \beta } — відношення швидкості зарядженої частинки до швидкості світла, а {\displaystyle \theta } — кут між векторами {\displaystyle \mathbf {r} } і {\displaystyle \mathbf {v} }.
Ця форма розв'язків має підпорядковуватися третьому закону Ньютона, як це є в межах спеціальної теорії відносності (але без порушення закону збереження імпульсу релятивістської енергії). Вираз для електричного поля зводиться до закону Кулона для нерелятивістських швидкостей точкового заряду, і магнітне поле в нерелятивістській границі ({\displaystyle \beta \ll 1}) можна застосувати до електричних струмів, щоб отримати закон Біо — Савара. Ці розв'язки, виражені в загаяному часі, також відповідають загальному розв'язку рівнянь Максвелла, заданому розв'язками для потенціалів Ліенара — Віхерта, завдяки справедливості закону Кулона в його конкретному діапазоні застосування. Сферична симетрія для закону Гаусса для нерухомих зарядів недійсна для рухомих зарядів через порушення симетрії заданням у задачі напрямку швидкості. Узгодженість двох наведених вище рівнянь із рівняннями Максвелла також можна перевірити вручну.
Використовуючи загаяні потенціали, закон Кулона можна узагальнити на нестаціонарний випадок. У цьому разі електричне та магнітне поля подають рівняннями Єфименка.

### Кулонівський потенціал у КТП

Найпростіша діаграма Фейнмана для КЕД-взаємодії між двома ферміонами

У квантовій теорії поля (КТП) кулонівський потенціал допускає континуальні стани (з енергією E > 0), що описують електрон-протонне розсіювання, а також дискретні зв'язані стани, що представляють атом водню. Оскільки в КТП не кажуть про сили, а описують квантові процеси, спираючись на взаємодії, виникає питання, як кулонівська сила з'являється із процесу взаємодії, який уявляють у вигляді обміну калібрувальними бозонами (фотонами), які складають електромагнітне поле. Відповідь можна вивести в нерелятивістській границі взаємодії між двома зарядженими частинками (наприклад, електронами) так.
У борнівському наближенні в нерелятивістській квантовій механіці амплітуда розсіювання {\textstyle {\mathcal {A}}(|\mathbf {p} \rangle \to |\mathbf {p} '\rangle )} виражається у вигляді
{\displaystyle {\mathcal {A}}(|\mathbf {p} \rangle \to |\mathbf {p} '\rangle )-1=2\pi \delta (E_{p}-E_{p'})(-i)\int d^{3}\mathbf {r} \,V(\mathbf {r} )e^{-i(\mathbf {p} -\mathbf {p} ')\mathbf {r} }\,,}
де імпульси падаючого та розсіяного електрона позначено як {\displaystyle \mathbf {p} } і {\displaystyle \mathbf {p} '}, а їхні енергії {\displaystyle E} мають відповідні індекси. Цей вираз потрібно порівняти з
{\displaystyle \int {\frac {d^{3}k}{(2\pi )^{3}}}e^{i\mathbf {k} \mathbf {r} _{0}}\langle p',k'|S|p,k\rangle |_{conn}\,,}
де слід звернути увагу на пов'язану частину S-матриці для двох електронів (яка відповідає пов'язаним діаграмам Фейнмана), що розсіюються один на одному, розглядаючи один з «фіксованим» імпульсом як джерело потенціалу в точці {\displaystyle \mathbf {r} _{0}}, а інший — як розсіюваний на цьому потенціалі.
Використовуючи правила Фейнмана для обчислення елемента S-матриці в нерелятивістській границі з {\displaystyle m_{0}\gg |\mathbf {p} |} отримуємо
{\displaystyle \langle p',k'|S|p,k\rangle |_{conn}\approx -i{\frac {e^{2}}{|\mathbf {p} -\mathbf {p} '|^{2}-i\epsilon }}(2m)^{2}\delta (E_{p,k}-E_{p',k'})(2\pi )^{4}\delta (\mathbf {p} -\mathbf {p} ')\,.}
Порівняно з розсіюванням у квантовій механіці, потрібно відкинути множник {\displaystyle (2m)^{2}}, оскільки він виникає через різні нормування власних станів імпульсу в КТП. Виходить
{\displaystyle \int V(\mathbf {r} )e^{-i(\mathbf {p} -\mathbf {p} ')\mathbf {r} }d^{3}\mathbf {r} ={\frac {e^{2}}{|\mathbf {p} -\mathbf {p} '|^{2}-i\epsilon }}\,.}
Виконавши перетворення Фур'є обох частин, взявши інтеграл та прийнявши інфінітезимальну частину {\displaystyle \epsilon \to 0}, можна отримати вираз
{\displaystyle V(r)={\frac {e^{2}}{4\pi r}}\,,}
що являє собою кулонівський потенціал.
Кулонівський потенціал та його виведення в КТП можна розглядати як окремий (граничний) випадок потенціалу Юкави {\textstyle V_{\text{Yukawa}}(r)={\frac {1}{4\pi r}}e^{-\mu r}}, коли обмінюваний бозон (фотон) є безмасовим; видно, що при μ = 0 радіус взаємодії стає нескінченно великим (потенціал зменшується з відстанню як r −1, а не експоненційно швидко, як у випадку потенціалу Юкави з масивним обмінюваним бозоном). Використовуючи метод континуального інтеграла, в КТП також доводиться, що між однойменно зарядженими елементарними частинками виникає сила відштовхування кулонівського вигляду.